# Copa lituana de futbol
La Copa Lituana de futbol (lituà: Lietuvos futbolo federacijos taurė) és la segona competició futbolística de Lituània. Es disputa anualment. Es disputa des de l'any 1990, després de la independència del país.
La temporada 2018–19 fou patrocinada per l'empresa Sharp. L'any 2020 per l'empresa Hegelmann.

## Historial
Font:
Copa de la RSS de Lituània
- 1947: Lokomotyvas Kaunas
- 1948: Inkaras Kaunas
- 1949: Inkaras Kaunas
- 1950: Elnias Šiauliai
- 1951: Inkaras Kaunas
- 1952: Karininkų namai Vilnius
- 1953: Lima Kaunas
- 1954: Inkaras Kaunas
- 1955: KPI Kaunas
- 1956: Raudonasis Spalis Kaunas
- 1957: Elnias Šiauliai
- 1958: FK Spartakas Vilnius
- 1959: Elnias Šiauliai
- 1960: FK Panemunė Kaunas
- 1961: Cementininkas Akmenė
- 1962: Lima Kaunas
- 1963: Saliutas Vilnius
- 1964: FK Minija Kretinga
- 1965: Inkaras Kaunas
- 1966: FK Žalgiris Naujoji Vilnia
- 1967: Nevėžis Kėdainiai
- 1968: Nevėžis Kėdainiai
- 1969: Inkaras Kaunas
- 1970: Nevėžis Kėdainiai
- 1971: Pažanga Vilnius
- 1972: Nevėžis Kėdainiai
- 1973: Nevėžis Kėdainiai
- 1974: Statybininkas Šiauliai
- 1975: Vienybė Ukmergė
- 1976: Kelininkas Kaunas
- 1977: Granitas Klaipėda
- 1978: Kelininkas Kaunas
- 1979: Kelininkas Kaunas
- 1980: Kelininkas Kaunas
- 1981: Granitas Klaipėda
- 1982: Pažanga Vilnius
- 1983: Granitas Klaipėda
- 1984: SRT Vilnius
- 1985: Ekranas Panevėžys
- 1986: Granitas Klaipėda
- 1987: SRT Vilnius
- 1988: Sirijus Klaipėda
- 1989: Banga Kaunas

Copa de Lituània (des de la independència)
| Any     | Campió                      | Resultat           | Finalista             |
| ------- | --------------------------- | ------------------ | --------------------- |
| 1990    | Sirijus Klaipėda (1)        | 0-0 (prò.) (4-3 p) | Žalgiris Vilnius      |
| 1991    | Žalgiris Vilnius (1)        | 1-0 (prò.)         | Tauras Šiauliai       |
| 1991-92 | Lietuvos Makabi Vilnius (1) | 1-0                | Žalgiris Vilnius      |
| 1992-93 | Žalgiris Vilnius (2)        | 1-0                | Sirijus Klaipėda      |
| 1993-94 | Žalgiris Vilnius (3)        | 4-2                | Ekranas Panevėžys     |
| 1994-95 | Inkaras Kaunas (1)          | 2-1                | Žalgiris Vilnius      |
| 1995-96 | Kareda-Sakalas Šiauliai (1) | 2-0                | Inkaras-Grifas Kaunas |
| 1996-97 | Žalgiris Vilnius (4)        | 1-0                | Inkaras-Grifas Kaunas |
| 1997-98 | Ekranas Panevėžys (1)       | 1-0                | FBK Kaunas            |
| 1998-99 | Kareda Šiauliai (2)         | 3-0 (prò.)         | FBK Kaunas            |
| 1999-00 | Ekranas Panevėžys (2)       | 1-0                | Žalgiris Vilnius      |
| 2000-01 | Atlantas Klaipėda (1)       | 1-0                | Žalgiris Vilnius      |
| 2001-02 | FBK Kaunas (1)              | 3-1                | Sūduva Marijampolė    |
| 2002-03 | Atlantas Klaipėda (2)       | 1-1 (prò.) (3-1 p) | Vėtra Rūdiškės        |
| 2003    | Žalgiris Vilnius (5)        | 3-1                | Ekranas Panevėžys     |
| 2004    | FBK Kaunas (2)              | 0-0 (prò.) (2-1 p) | Atlantas Klaipėda     |
| 2005    | FBK Kaunas (3)              | 2-0 (prò.)         | Vėtra Vilnius         |
| 2006    | Sūduva Marijampolė (1)      | 1-0                | Ekranas Panevėžys     |
| 2007-08 | FBK Kaunas (4)              | 2-1                | Vėtra Vilnius         |
| 2008-09 | Sūduva Marijampolė (2)      | 1-0                | Tauras Tauragė        |
| 2009-10 | Ekranas Panevėžys (3)       | 2-1                | Vėtra Vilnius         |
| 2010-11 | Ekranas Panevėžys (4)       | 4-2 (prò.)         | Banga Gargždai        |
| 2011-12 | Žalgiris Vilnius (6)        | 0-0 (prò.) (3-1 p) | Ekranas Panevėžys     |
| 2012-13 | Žalgiris Vilnius (7)        | 3-3 (prò.) (8-7 p) | FK Šiauliai           |
| 2013-14 | Žalgiris Vilnius (8)        | 2-1                | Banga Gargždai        |
| 2014-15 | Žalgiris Vilnius (9)        | 2-0                | Atlantas Klaipėda     |
| 2015-16 | Žalgiris Vilnius (10)       | 1-0 (prò.)         | Trakai                |
| 2016    | Žalgiris Vilnius (11)       | 2-0                | Sūduva Marijampolė    |
| 2017    | FC Stumbras (1)             | 1-0                | Žalgiris Vilnius      |
| 2018    | Žalgiris Vilnius (12)       | 3-0                | FC Stumbras           |
| 2019    | Sūduva Marijampolė (3)      | 4-0                | Banga Gargždai        |
| 2020    | FK Panevėžys (1)            | 1-1 (prò.) (5-4 p) | FK Sūduva             |
| 2021    | Žalgiris Vilnius (13)       | 5-1                | FK Panevėžys          |
| 2022    | Žalgiris Vilnius (14)       | 2-1 (prò.)         | FC Hegelmann          |
| 2023    | FK Transinvest (1)          | 2-1                | FA Šiauliai           |
| 2024    | FK Banga (1)                | 0-0 (prò.) (4-1 p) | FK Sūduva             |